# Góry (powiat węgorzewski)
Góry (niem. Gurren) – wieś w Polsce położona w województwie warmińsko-mazurskim, w powiecie węgorzewskim, w gminie Budry.
Częściami wsi Góry są Stare Góry i Nowe Góry.
W latach 1975–1998 miejscowość należała administracyjnie do województwa suwalskiego.